# Lucien Seevagen
Lucien Seevagen, né le 28 janvier 1887 à Chaumont (Haute-Marne) et décédé le 24 juin 1959 sur l'Île-de-Bréhat, est un peintre français, qui a notamment peint de nombreuses œuvres représentant l'archipel de Bréhat, mais aussi le Morvan, la Provence ou la Corse.

## Biographie

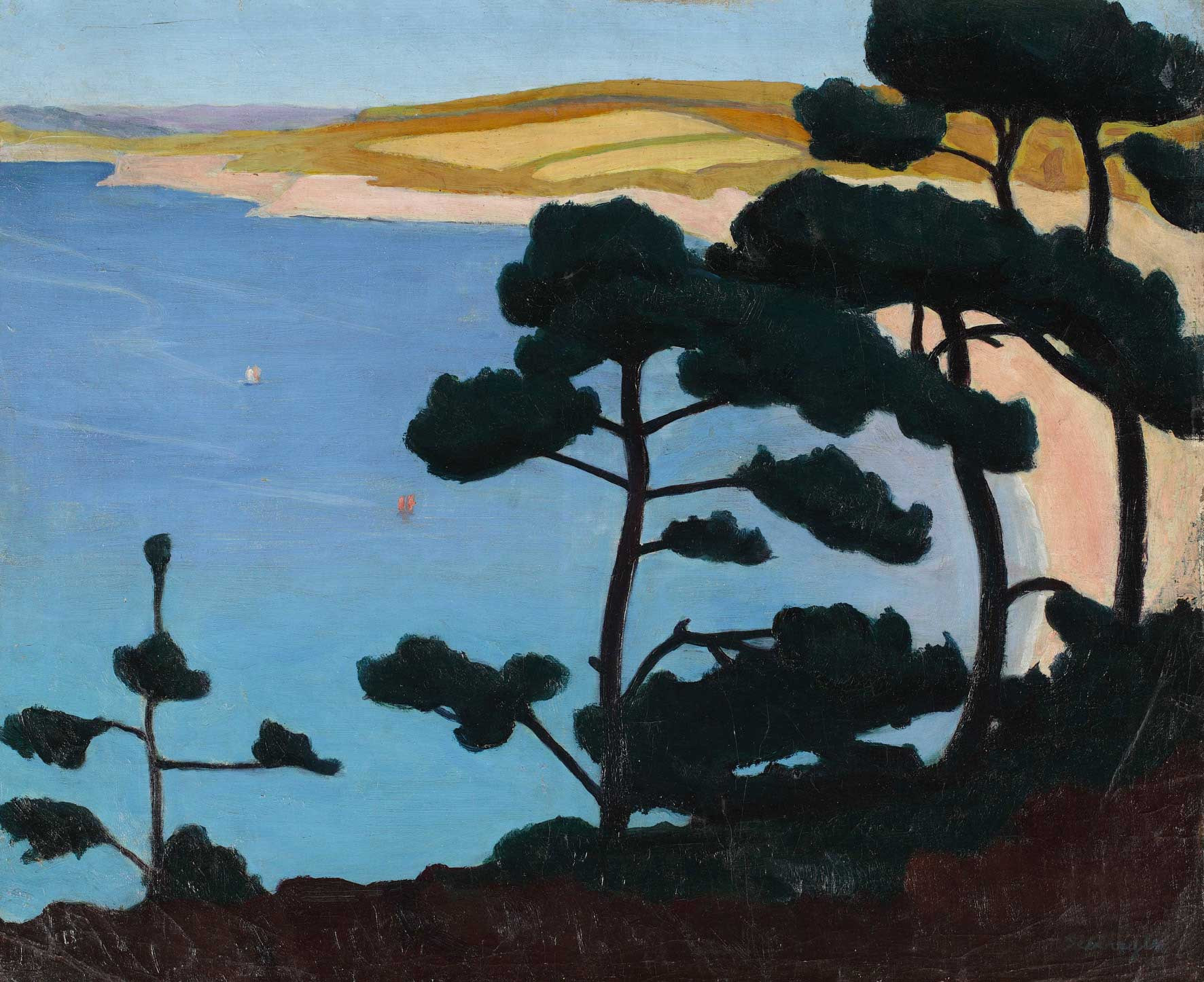
La plage du Ris à Douarnenez, huile sur toile, 54 x 61 cm.

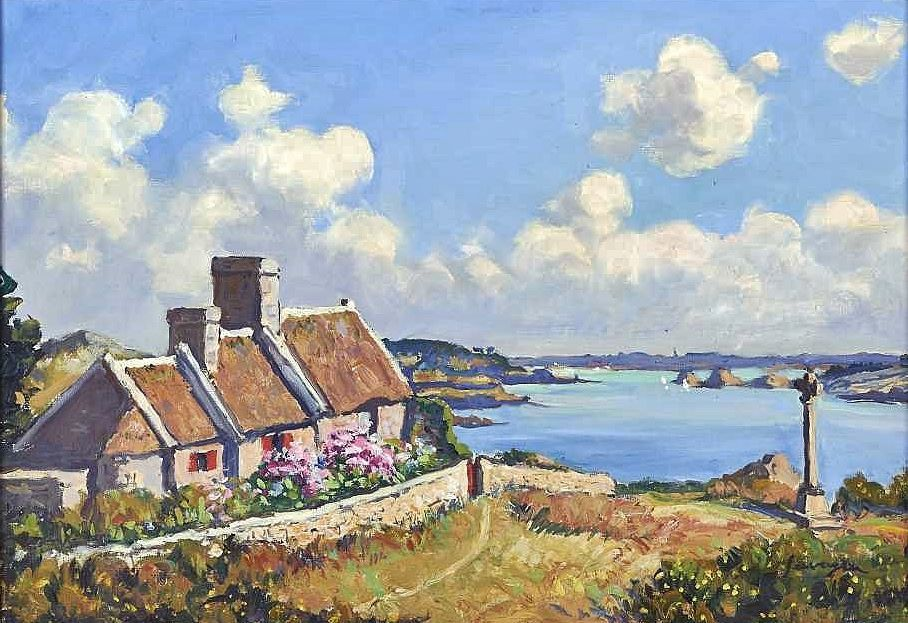
Atelier d'André Vermare à Bréhat, huile sur toile.

Lucien Seevagen est formé à l'École des arts décoratifs de Paris, puis à l'atelier d'Eugène Charvot.   
Son talent s’exerce d’abord dans le domaine de l’eau-forte avant de pleinement s’épanouir en peinture. Dès 1907, il expose au Salon des Artistes français, puis au Salon des Indépendants et au Salon d'automne.  
Au cours des années 1910, son style privilégie nettement la pose des teintes en aplats et l’usage du cerne, indiquant ainsi son assimilation des modèles picturaux élaborés quelques années plus tôt à Pont-Aven. La galerie Marcel-Bernheim présente souvent ses œuvres au 18, avenue Matignon, notamment en janvier 1920 - exposition faisant l'objet d'un catalogue. 
Lucien Seevagen arrive en convalescence sur l'île de Bréhat après la Première Guerre mondiale, où il a été gazé. En 1920, tout en conservant un atelier à Montparnasse au 242, boulevard Raspail, le peintre et son épouse s'installent définitivement en Bretagne. Son atelier, situé au dessus du Kerpont, lui offre une des plus belles vues de l’île de Bréhat. 
En 1921, Seevagen est reconnu outre-Atlantique, acheté par cinq musées : un paysage niçois du peintre entre alors à la National Gallery of Canada à Ottawa, un autre Marché de Nice au musée d'Indianapolis, un Port de Nice encore au French Institute à New-York, une nature morte au musée de Brooklyn, un paysage parisien au Pennsylvania Museum à Philadelphie. Avec Émile Aubry, André Devambez, Émile Jourdan et Paul-Albert Laurens, il participe à une première exposition collective de peintres français au Canada en 1924, sous le patronage du gouvernement de Québec. 
En 1923, Seevagen expose au Salon de la Nationale. La galerie Georges Petit l'expose à Paris en avril 1924, et la galerie Druet également en 1927. En 1929, il réalise le portrait de son voisin bréhatin, le statuaire André Vermare, prix de Rome de sculpture. La galerie Bernheim Jeune intègre Seevagen à une exposition de groupe en juillet 1930. La même année, l’État achète son Moulin à mer à l'île de Bréhat réalisé huit ans plus tôt et l'attribue au Musée national d'art moderne en 1931. En janvier 1932, le magazine Art et Décoration assure une première rétrospective sur son œuvre. Son envoi au Salon d'Automne est aussi remarqué en 1934. En 1935, la galerie Barreiro à Paris l'expose et édite un catalogue. Cette même année, Le Temps salue le paysage de Seevagen exposé aux Indépendants.  
Entre 1936 et 1940, l’État acquiert sept œuvres du peintre.  En 1938, le Musée d'Art moderne de la Ville de Paris acquiert notamment Sémaphore à Bréhat, une huile sur toile. Au lendemain de la guerre, la galerie Helleu-Pelletan à Paris expose les "maîtres de la Bretagne", dont Lucien Seevagen, Maurice Denis, Lucien Simon, Paul Sérusier et Emmanuel Le Ray. 
Souffrant dès 1958, le peintre meurt le 25 juin 1959 à Bréhat.

## Œuvres
De nombreuses œuvres de Lucien Seevagen se trouvent dans des collections publiques :
- Musée de la faïence et des beaux-arts (Nevers)
- Musée des beaux-arts de Rennes
  - L'Anse de Launay[2]
- Musée d'art et d'histoire de Saint-Brieuc
  - Île de Bréhat[3]
  - Le port de Paimpol[4]
- Musée d'art et d'histoire de Narbonne
- Musée Saint-Loup (Troyes)
  - Moulin à mer. Île de Bréhat[5]
  - Paysage vallonné avec arbre et buissons[6]

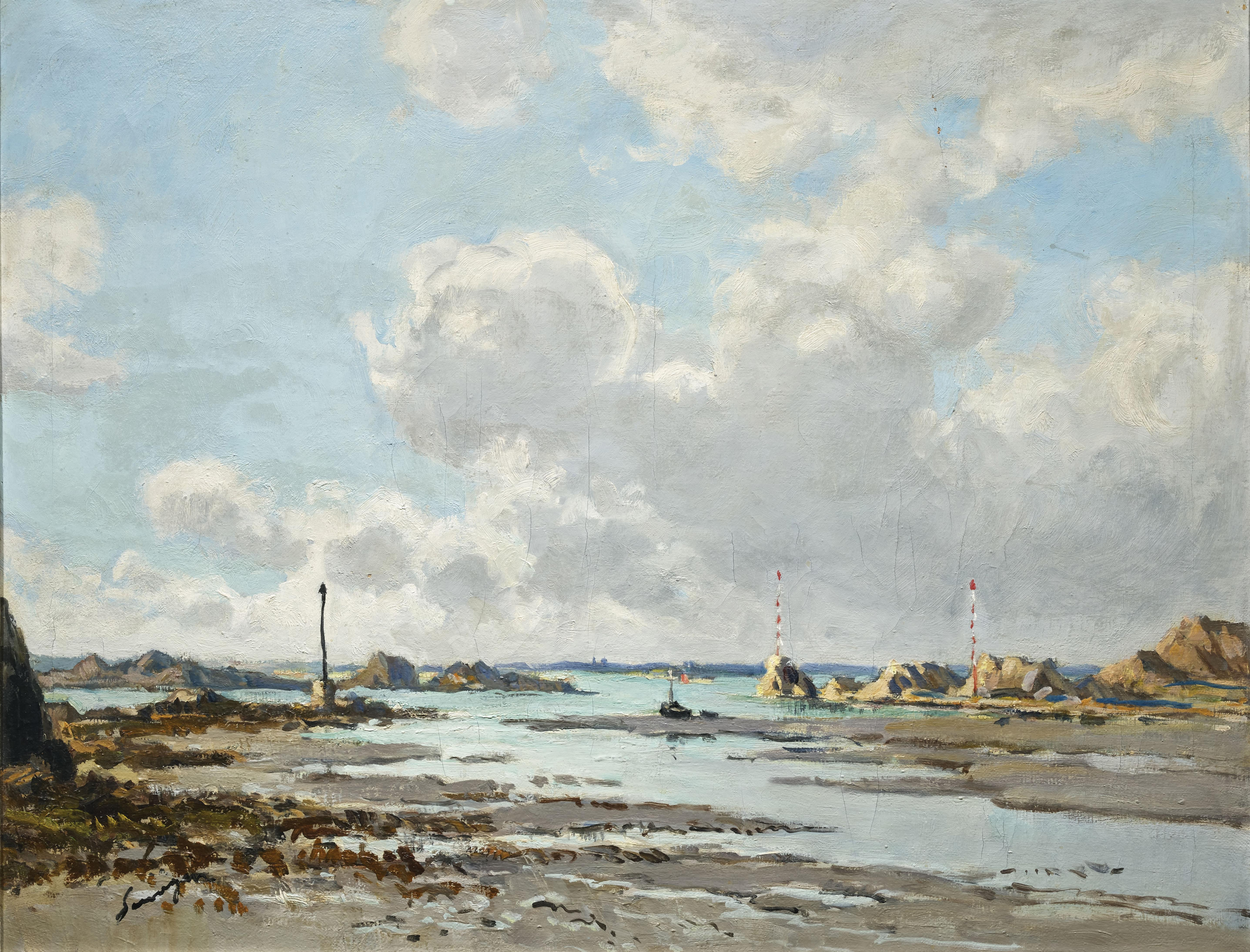
Vue de Bréhat, huile sur toile, 50 x 65 cm

- Musée des beaux-arts de Quimper
  - La plage du Ris à Douarnenez[7]
- Musée Rolin (Autun)
  - Le port de Cassis[8]
- Musée des beaux-arts de Boston
- Musée des beaux-arts du CanadaVue de Bréhat, huile sur toile, 50 x 65 cm